# Nationalist Democratic Progressive Party
Die Nationalist Democratic Progressive Party (NDPP, „Nationalistisch-Demokratische Fortschrittspartei“) ist eine 2017 gegründete Regionalpartei im indischen Bundesstaat Nagaland.

## Parteigeschichte
Die NDPP entstand am 17. Mai 2017 unter dem Namen Democratic Progressive Party (DPP) als Abspaltung der Naga People’s Front (NPF). Innerhalb der NPF war ein Führungskonflikt zwischen den Anhängern des bisherigen Parteivorsitzenden Neiphiu Rio und den Anhängern einer Fraktion unter Chief Minister T. R. Zeliang vorausgegangen. Neiphiu Rio verlor den Parteivorsitz, blieb aber zunächst – auch nach Bildung der DPP – NPF-Parteimitglied. Ein Teil seiner Anhänger aus der NPF formierte sich zu einer neuen Partei.
Die neue Partei hielt am 17. Mai 2017 in Dimapur (Nagaland) ihren Gründungskongress ab. Erster Parteivorsitzender wurde der ehemalige NPF-Abgeordnete Chingwang Konyak. In einer Presseerklärung hieß es, dass die Parteigründung erfolgt sei, um dem „Wunsch der Massen, die stark nach der Bildung einer neuen politischen Organisation verlangen“, nachzukommen. Programmatisch blieb die neue Partei relativ diffus und versprach, sich um die „Realisierung eines echten Friedensprozesses“ in Nagaland zu bemühen, sowie sich „für Demokratie, gegen Korruption, Gewalt und Unrecht“ einzusetzen. Als Wahl- oder Leitspruch wählte sich die Partei Facta, non verba („Taten, nicht Worte“). Die Indische Wahlkommission erkannte die neue Partei am 20. Oktober 2017 als „registrierte Partei“ (registered party) und am 17. April 2018 als „bundesstaatliche Partei“ (state party) in Nagaland an.
Am 18. Januar 2018 trat Neiphiu Rio aus der NPF aus und wurde offiziell Mitglied der NDPP und gleichzeitig ihr Spitzenkandidat bei der anstehenden Wahl zum Parlament von Nagaland. Bei der Wahl am 27. Februar 2018 gewann die NDPP 16 der 60 Wahlkreismandate im Parlament Nagalands und konnte mithilfe von Koalitionspartnern (insbesondere der Bharatiya Janata Party, BJP) eine Koalitionsregierung bilden. Am 6. März 2018 wurde Neiphiu Rio zum Chief Minister in Nagaland ernannt. Neiphiu Rio gab sein Lok Sabha-Wahlkreismandat zurück, und Tokheho Yepthomi konnte den Wahlkreis in einer Nachwahl für die NDPP gewinnen.
In der Vorfeld der anstehenden gesamtindischen Parlamentswahl wurde die Position der NDPP in Nagaland durch Dissidenten aus anderen Parteien gestärkt. Nachdem sich am 20. März 2019 ein Parteienbündnis aus NDPP, BJP, National People’s Party (NPP), Janata Dal (United) und einem unabhängigen Abgeordneten gebildet und sich auf die Unterstützung eines Konsens-Kandidaten (Tokheho Yepthomi, NDPP) bei der Wahl geeinigt hatte, schlossen sich am Folgetag zwei Abgeordnete der NPP im Parlament von Nagaland der NDPP an. Am 26. März 2019 erklärten sieben Abgeordnete der NPF im Parlament von Nagaland, dass sie ebenfalls den NDPP-Kandidaten unterstützen wollten. Dieser gewann bei der Wahl am 11. April 2019 den Lok-Sabha-Wahlkreis Nagalands.